# Saison 1964-1965 du MC Alger
 (septembre 2022).
Si vous disposez d'ouvrages ou d'articles de référence ou si vous connaissez des sites web de qualité traitant du thème abordé ici, merci de compléter l'article en donnant les références utiles à sa vérifiabilité et en les liant à la section « Notes et références ».
 (septembre 2022).
- Si vous ne connaissez pas le sujet, laissez ce bandeau (vous pouvez alors contacter les auteurs).
- Si vous supprimez le contenu mis en cause (vous pouvez préalablement contacter les auteurs),

argumentez précisément cette suppression dans la page de discussion
(un manque de référence n'est pas un argument ; une recherche réelle de référence doit avoir été effectuée, être formellement documentée).
Maillots
Chronologie
Saison précédente Saison suivante
Cet article traite la saison 1964-1965 du Mouloudia d'Alger. Les matchs se déroulent essentiellement en Championnat d'Algérie de football 1964-1965, mais aussi en Coupe d'Algérie de football 1964-1965.

## Décision injuste et première relégation
Le Mouloudia était considéré comme l'équipe pratiquant le meilleur football tant sur le plan technique que sur le plan tactique. En recevant le MC Oran pour le compte du dernier match de l'aller et la veille de la fête de la fin du ramadhan, le MCA comptait prendre les commandes du championnat d'Algérie. Les oranais en solide leader étaient en confiance. Le match fut heurté et haché, l'ailier oranais Boudjellal est évacué à l'hôpital après le choc avec le rugueux défenseur Algérois Djazouli. 0 à 0 à la mi- temps. À la reprise et à la surprise générale, le MCO ouvre le score par l'intermédiaire de Belabbès d'un tir sec qui a eu raison de la vigilance de Zerga. Le MCA égalise par Aouadj Zoubir à la 57e. Le match redouble de férocité, conséquence Oucif (MCA) et Meguenine (MCO) sont expulsés. Aouadj, le meilleur des vingt deux, trompa pour la seconde fois le gardien oranais Larbi et permet au MCA de glaner les points de la victoire et le fauteuil du leader. Le MCA bat le MCO 2-1. Au coup de sifflet final, de graves incidents vont se produire à la suite de l'envahissement du terrain par les supporters. l'enceinte se transforme à la stupéfaction générale en une véritable arène de gladiateurs. La bataille rangée est tellement violente et générale que plusieurs blessés dans les deux camps sont évacués vers l'hôpital.
Conséquence : le Mouloudia d'Alger est mis à l'index et écope d'une sanction extrême qui entraîne inéluctablement sa descente en division inférieure (Division d'honneur). Avec la radiation à vie infligée par le ministre de la jeunesse et des sports de l'époque (Sadek batel) à quatre joueurs Zerga, Metrah (Internationaux), Maarouf et Sennane, à laquelle s'ajoutent les sérieuses blessures des attaquants internationaux Lemoui et Bouras (En plus d'un joueur oranais blessé en l'occurrence Boudjelal et 2 expulsions de chaque côté (Oucif pour le MCA et Meguenine côté MCO), la formation algéroise ne peut se maintenir parmi l'élite en se classant à la 14e place et fut rétrogradé par décision ministérielle d'abord et par la mauvaise fin de son parcours.

## Championnat

### Résultats
| Division 1 Journée 1 | MC Alger | 0-1 | ES Guelma    | St Eugène ( bologhine )        |                                |
| 13 Septembre 1964    |          |     | Hachouf 74 e | Arbitrage : Abdelaziz Chekaimi | Arbitrage : Abdelaziz Chekaimi |

| Division 1 Journée 2 . | USM Alger | 0-0 | MC Alger | St Eugène |
| 27 Septembre 1964      |           |     |          |           |

| Division 1 Journée 3 | MC Alger  | 1-1 | ES Setif   | St Eugène |  |
| 4 Octobre 1964       | Loucif 52 |     | Koussim 68 |           |  |

| Division 1 Journée 4 | USM Annaba(HAMRA)       | 2-3 | MC Alger                        | Annaba |  |
| 18 octobre 1964      | Boulfoul 55 , Bouden 60 |     | Aouédj 35 , Meziani 43 , Loucif |        |  |

| Division 1 Journée 5 | MC Alger                           | 3-0 | JSM Tiaret | St Eugène |  |
| 25 octobre 1964      | Aouedj 57 , Laoufi 65 , Meziani 72 |     |            |           |  |

| Division 1 Journée 6 | ES Mostaganem | 0-0 | MC Alger | Mostaganem |  |
|                      |               |     |          |            |  |

| Division 1 Journée 7 | MC Alger | 2-0 | ASM Oran | St Eugène |  |
|                      |          |     |          |           |  |

| Division 1 Journée 8 | CR Belcourt | 1-2 | MC Alger | El Annasser |  |
|                      |             |     |          |             |  |

| Division 1 Journée 9 | MC Saïda | 1-1 | MC Alger | Saïda |  |
|                      |          |     |          |       |  |

| Division 1 Journée 10 | MC Alger | 1-1 | USM Sétif | St Eugène |  |
|                       |          |     |           |           |  |

| Division 1 Journée 11 | NA Hussein Dey | 1-1 | MC Alger | El Annasser |  |
|                       |                |     |          |             |  |

| Division 1 Journée 12 | MC Alger | 2-1 | USM Blida | St Eugène |  |
|                       |          |     |           |           |  |

| Division 1 Journée 13 | MSP Batna | 1-0 | MC Alger | Batna |  |
|                       |           |     |          |       |  |

| Division 1 Journée 14 | MC Alger | 2-1 suspension jusqu'au 6.3.65 | MC Oran | El Annasser |  |
|                       |          |                                |         |             |  |

| Division 1 Journée 15 | MC Alger | victoire du MOC par pénalité | MO Constantine |  |  |
|                       |          |                              |                |  |  |

| Division 1 Journée 16 | ES Guelma | victoire du ESG par pénalité | MC Alger |  |  |
|                       |           |                              |          |  |  |

| Division 1 Journée 17 | USM Alger | victoire de l'USMA par pénalité | MC Alger |  |  |
|                       |           |                                 |          |  |  |

| Division 1 Journée 18 | ES Setif | 2-0 | MC Alger | Stetif |  |
|                       |          |     |          |        |  |

| Division 1 Journée 19 | MC Alger | 4-3 | USM Annaba(HAMRA) | St Eugène |  |
|                       |          |     |                   |           |  |

| Division 1 Journée 20 | JSM Tiaret | 3-2 | MC Alger | Tiaret |  |
|                       |            |     |          |        |  |

| Division 1 Journée 21 | ASM Oran | 2-1 | MC Alger | Bouakeul (Oran) |  |
|                       |          |     |          |                 |  |

| Division 1 Journée 22 | MC Alger | 0-1 | CR Belcourt | St Eugène |  |
|                       |          |     |             |           |  |

| Division 1 Journée 23 | MC Alger | 2-1 | ES Mostaganem | St Eugène |  |
|                       |          |     |               |           |  |

| Division 1 Journée 24 | MC Alger | 1-2 | MC Saïda | St Eugène |  |
|                       |          |     |          |           |  |

| Division 1 Journée 25 | USM Setif | 1-0 | MC Alger | Med Guessab (Setif) |  |
|                       |           |     |          |                     |  |

| Division 1 Journée 26 | MC Alger | 2-1 | NA Hussein Dey | St Eugène |  |
|                       |          |     |                |           |  |

| Division 1 Journée 27 | USM Blida | 3-2 | MC Alger | Blida |  |
|                       |           |     |          |       |  |

| Division 1 Journée 28 | MC Alger | 1-1 | MSP Batna | St Eugène |  |
|                       |          |     |           |           |  |

| Division 1 Journée 29 | MC Oran | 0-0 | MC Alger | Oran |  |
|                       |         |     |          |      |  |

| Division 1 Journée 30 | MO Constantine | 2-0 | MC Alger | Benabdelmalek (Constantine) |  |
|                       |                |     |          |                             |  |

### Classement
| Place | Club           | Points | Joué | Victoire | Nul | Défaite | Buts pour | Buts contre | D i f f |
| ----- | -------------- | ------ | ---- | -------- | --- | ------- | --------- | ----------- | ------- |
| 1er   | CR Belcourt    | 72     | 30   | 19       | 4   | 7       | 66        | 24          | +42     |
| 2e    | MSP Batna      | 69     | 30   | 16       | 7   | 7       | 37        | 21          | +16     |
| 3e    | ES Guelma      | 65     | 30   | 13       | 9   | 8       | 40        | 42          | -2      |
| 4e    | NA Hussein Dey | 64     | 30   | 13       | 8   | 9       | 38        | 32          | +6      |
| 5e    | MC Oran        | 62     | 30   | 12       | 7   | 11      | 38        | 31          | +7      |
| 6e    | ES Sétif       | 62     | 30   | 12       | 8   | 10      | 31        | 31          | -       |
| 7e    | ES Mostaganem  | 59     | 30   | 11       | 7   | 12      | 36        | 40          | -4      |
| 8e    | MC Saïda       | 59     | 30   | 8        | 13  | 9       | 40        | 46          | -6      |
| 9e    | USM Sétif      | 58     | 30   | 10       | 9   | 10      | 29        | 34          | -5      |
| 10e   | ASM Oran       | 57     | 30   | 9        | 9   | 12      | 29        | 38          | -9      |
| 11e   | USM Blida      | 57     | 30   | 8        | 12  | 10      | 36        | 37          | -1      |
| 12e   | USM Annaba     | 56     | 30   | 11       | 4   | 15      | 42        | 53          | -11     |
| 13e   | MO Constantine | 56     | 30   | 9        | 8   | 13      | 32        | 49          | -17     |
| 14e   | MC Alger       | 54     | 30   | 8        | 8   | 14      | 31        | 36          | -5      |
| 15e   | JSM Tiaret     | 54     | 30   | 6        | 12  | 12      | 31        | 38          | -7      |
| 16e   | USM Alger      | 54     | 30   | 8        | 8   | 14      | 36        | 44          | -8      |

- Durant cette saison, donc, le ministre de la jeunesse et des sports fait reléguer le MC Alger en D2 où il demeure 3 saisons.

Le retour du Mouloudia en nationale une fut avec une nouvelle génération de joueurs comme Betrouni, Kaoua, Bachi et autre Tahir.C'était en 1968.

## Coupe d'Algérie
Les matchs joués par le MC Alger en coupe d'Algérie 1964-1965 sont :
| Coupe d'Algérie 1/32e de finale | MC Alger | 2-0 | ASO Chlef | Blida |  |
|                                 |          |     |           |       |  |

| Coupe d'Algérie 1/16e de finale | MC Alger | 4-0 | USM El Harrach | El Annasser |  |
|                                 |          |     |                |             |  |

| Coupe d'Algérie 1/8e de finale | MC Alger | 1-0 | MSP Batna | Constantine |  |
|                                |          |     |           |             |  |

| Coupe d'Algérie 1/4 de finale | MC Alger | victoire du MCS par pénalité | MC Saïda |  |  |
|                               |          |                              |          |  |  |